# Lucanus thibetanus
Lucanus thibetanus es una especie de coleóptero de la familia Lucanidae.

## Distribución geográfica
Habita en el Tíbet (China).